# Simeonstift
Das Simeonstift war ein Kollegiatstift in Trier in unmittelbarer Nähe des römischen Stadttores Porta Nigra. Es ist benannt nach dem griechischen Mönch Simeon von Trier. Das Stift wurde im Jahr 1802 aufgehoben. In den ehemaligen Stiftsgebäuden ist heute das Stadtmuseum Simeonstift Trier untergebracht.
Das Stift entstand nach 1035. Simeon von Trier ließ sich nach 1028 als Einsiedler in der Porta Nigra nieder. Angeblich hat er sich dort einmauern lassen. Nach seinem Tod am 1. Juni 1035 wurde er im Erdgeschoss bestattet und wahrscheinlich noch zu Weihnachten im gleichen Jahr heiliggesprochen. Ihm zu Ehren baute man das Simeonstift und baute das ehemalige Tor zur Doppelkirche um. Eine Gründungsurkunde des Stifts durch den Trierer Erzbischof Poppo von Babenberg ist nicht erhalten und vermutlich hat es auch keine gegeben. Die neuere Forschung geht allerdings davon aus, dass die Stiftsgründung bald nach der Heiligsprechung Simeons erfolgte. Der erhaltene Nordflügel des Stiftsberings stammt laut dendrochronologischem Befund von 1040. Einen ersten sicheren Beleg bildet eine Urkunde von 1048, die das Vorhandensein eines Propstes belegt und daher für eine bestehende stiftische Verfassung Zeugnis abgibt.
Kaiser Heinrich IV. bestätigte im Jahre 1098 dem Simeonstift alle seine Besitzungen und führt namentlich mehr als sechzig Güter und Berechtigungen auf.
Der im Rahmen der Stiftsgründung erfolgte Umbau der Porta Nigra zu einer Doppelkirchenanlage wurde auf Befehl Napoleons 1804 rückgängig gemacht. Seitdem befindet sich das entkernte Stadttor nahe seinem gallorömischen Urzustand. Lediglich der romanische Ostchor zeugt von außen noch davon, dass sich hier einst eine imposante Kirche befunden hat.

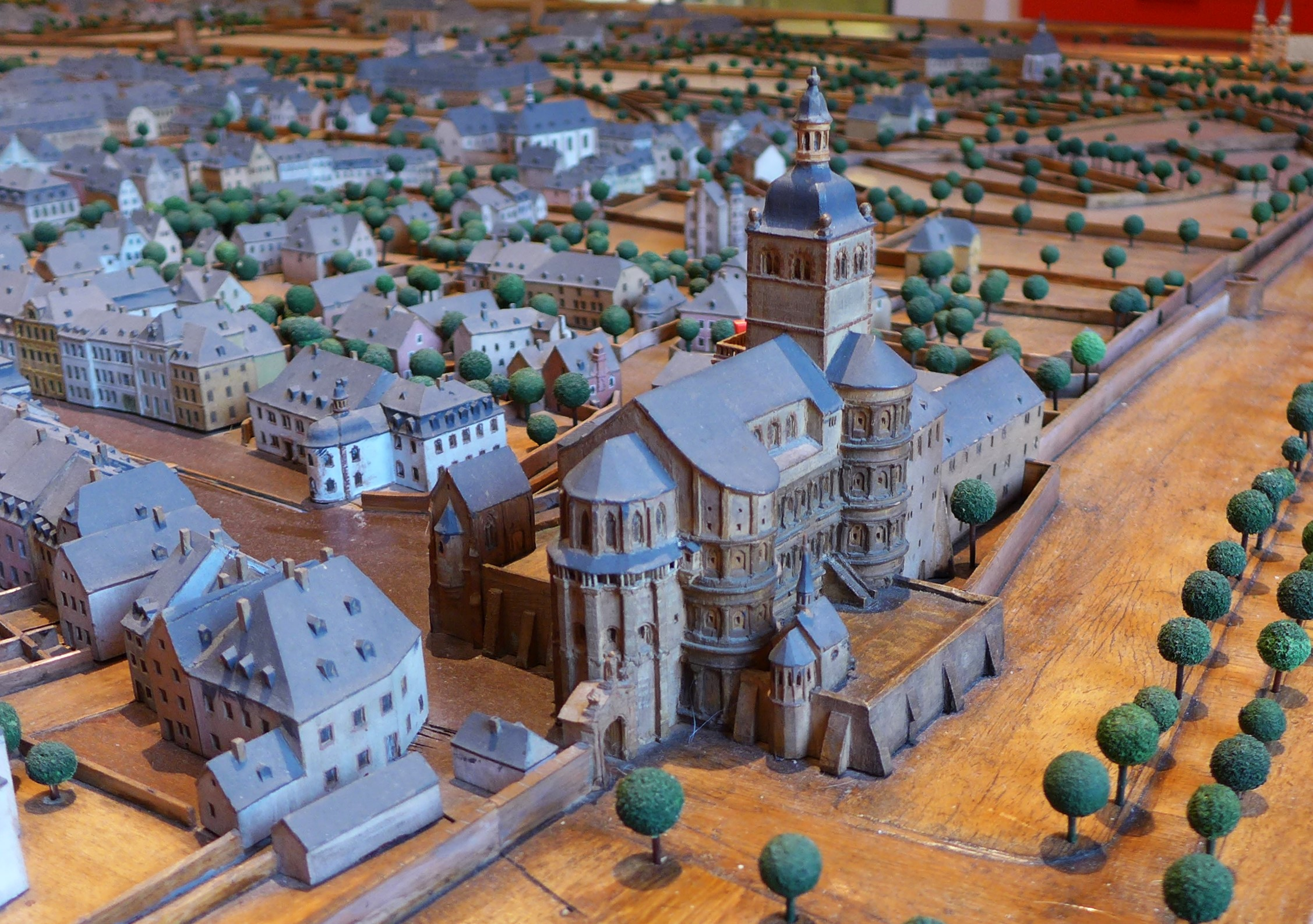
Modell des Simeonstiftes um das Jahr 1800 mit Blick auf die Kirche von Nordosten
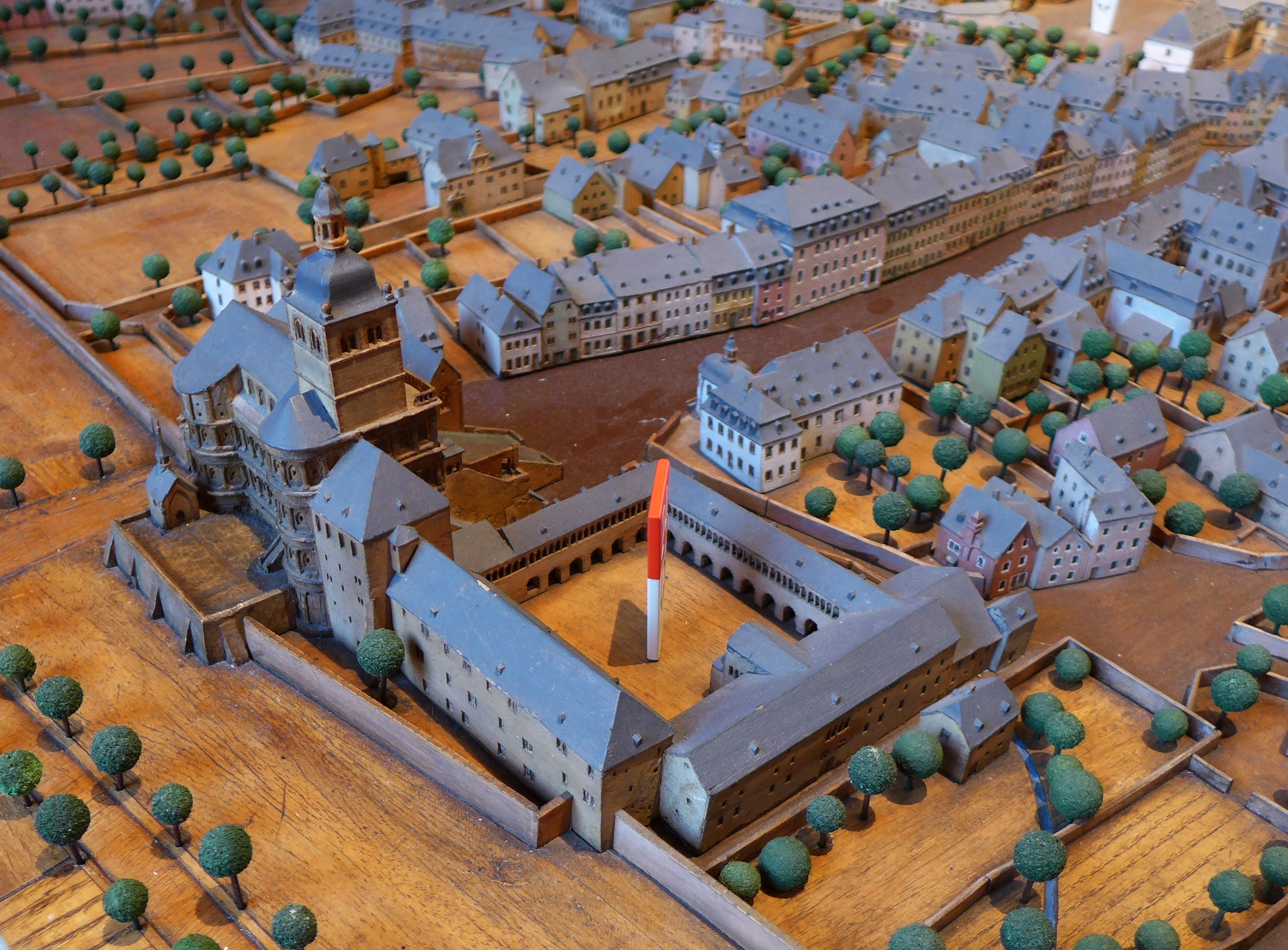
Modell des Simeonstiftes um das Jahr 1800 mit Blick auf die Stiftsgebäude von Nordwesten
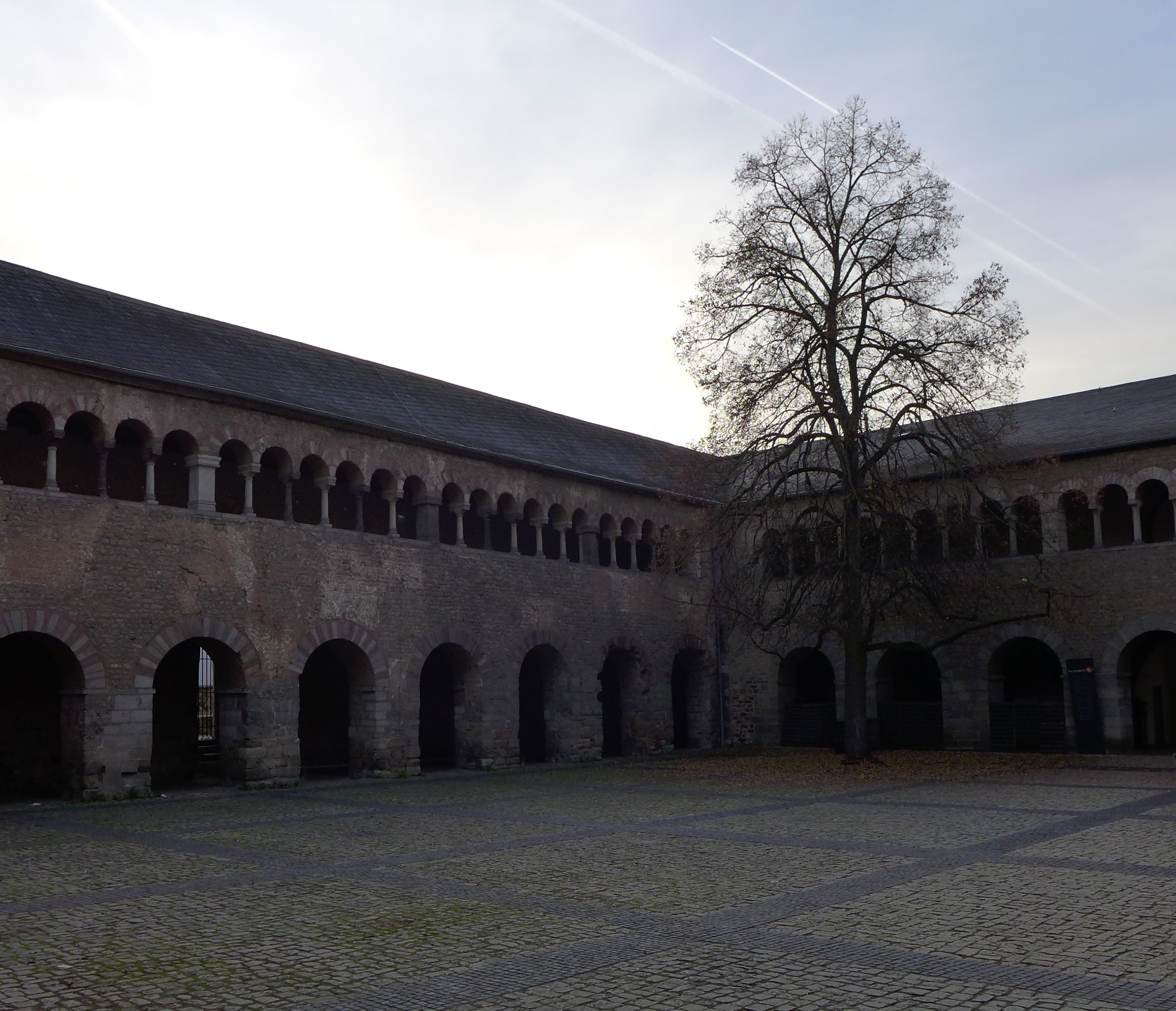
Kreuzgang, Westecke
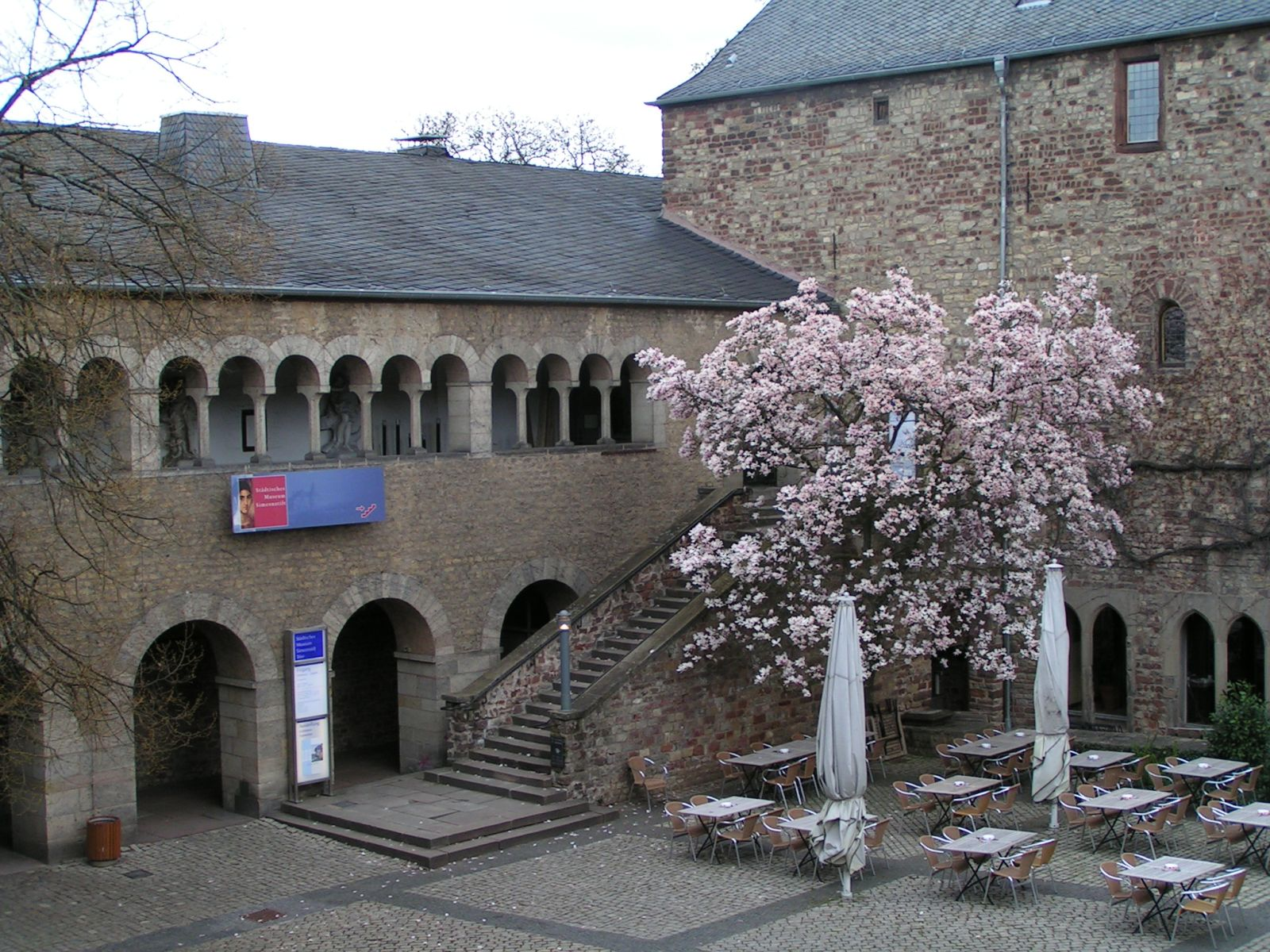
Kreuzgang, Nordecke
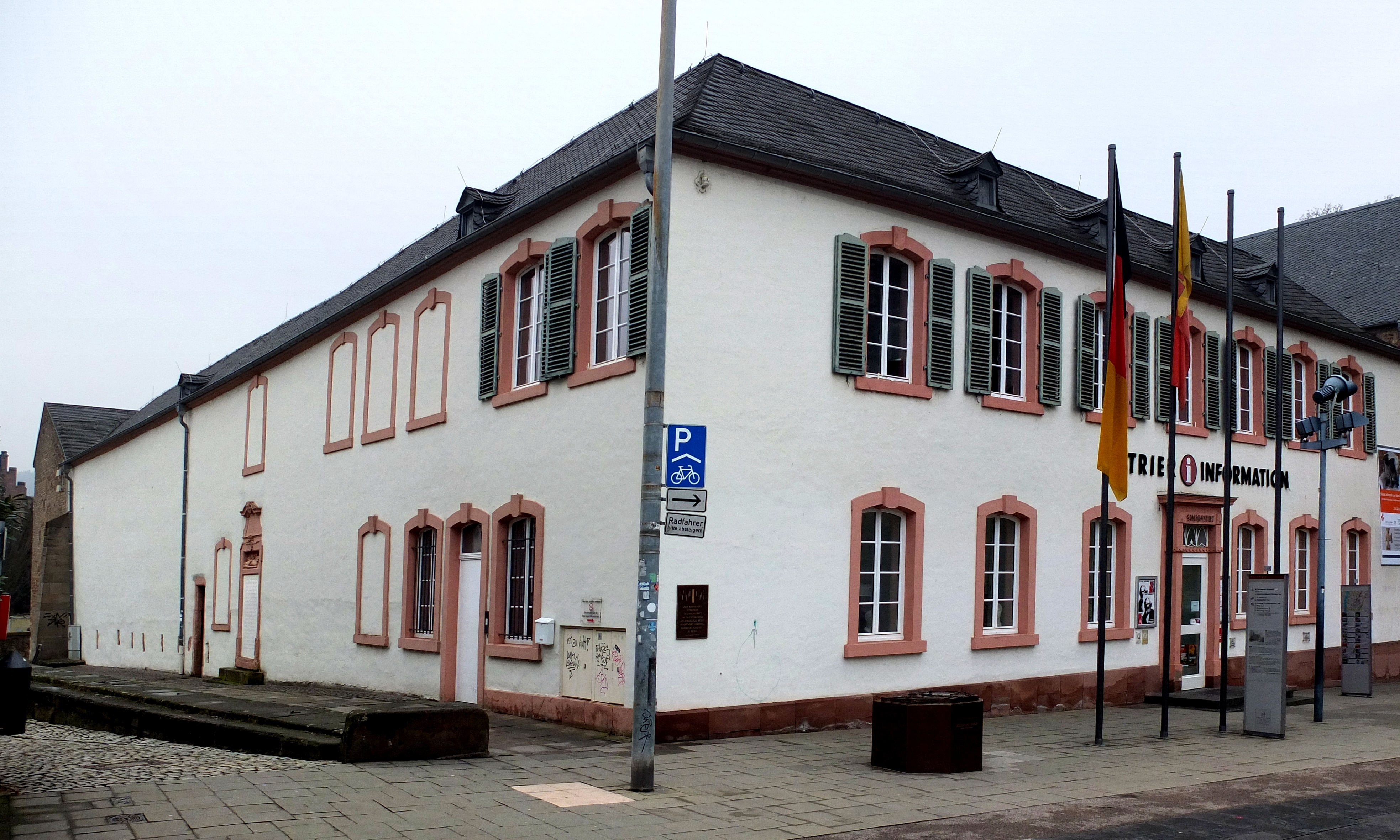
Ansicht von Süden
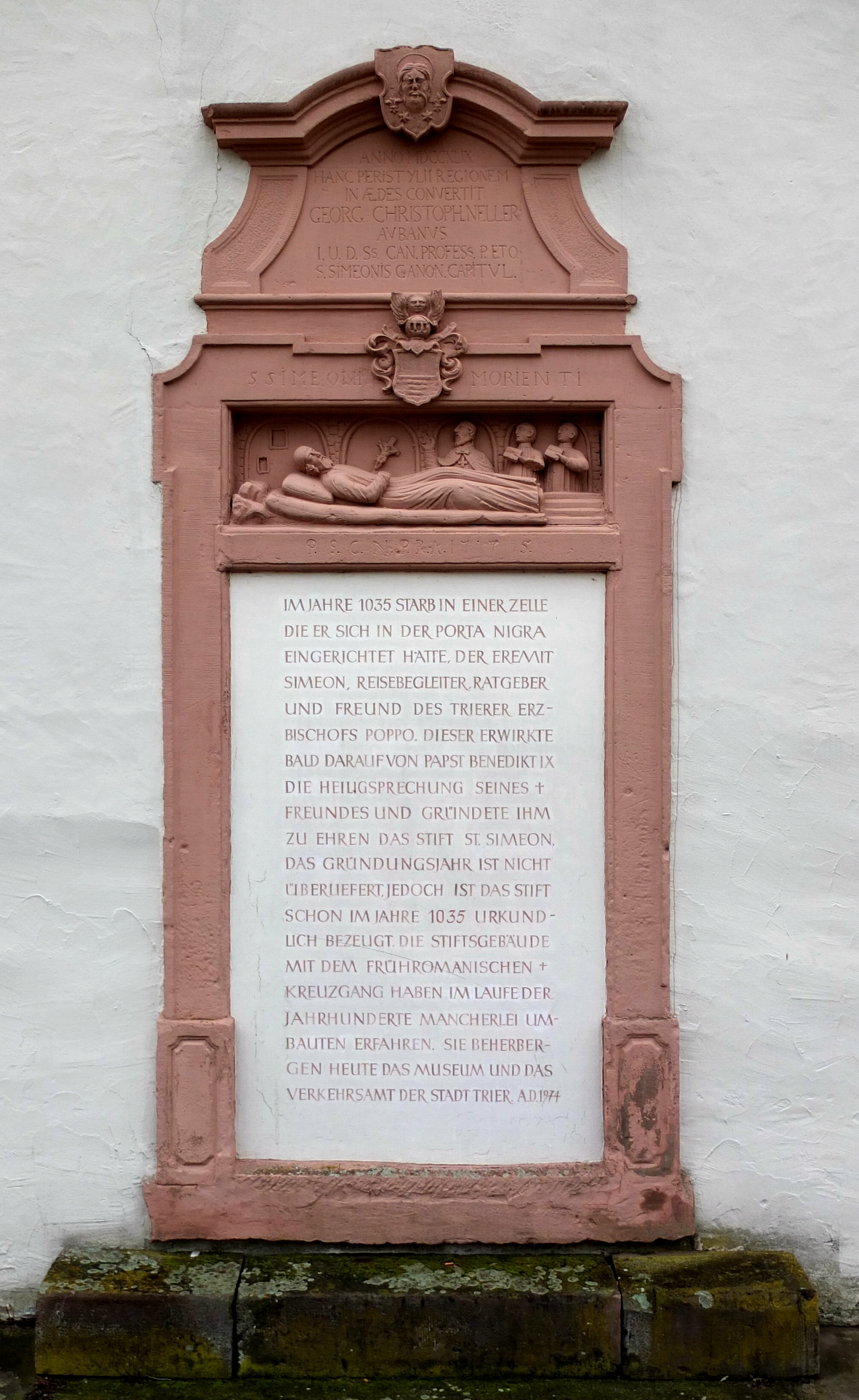
Gedenkstein für St. Simeon in der südwestlichen Außenwand